# 平西乡
平西乡，是中华人民共和国吉林省四平市铁西区下辖的一个乡镇级行政单位。

## 行政区划
平西乡下辖以下地区：
致富村、红嘴村、条子河村、泉沟村、新发村、太平沟村、三合村、海丰村、勤业村、三道林村、巨丰村、九间房村、团山子村、仁家村、东八大村、西八大村、孤榆树村、西条子河村和海青村。